# Исход

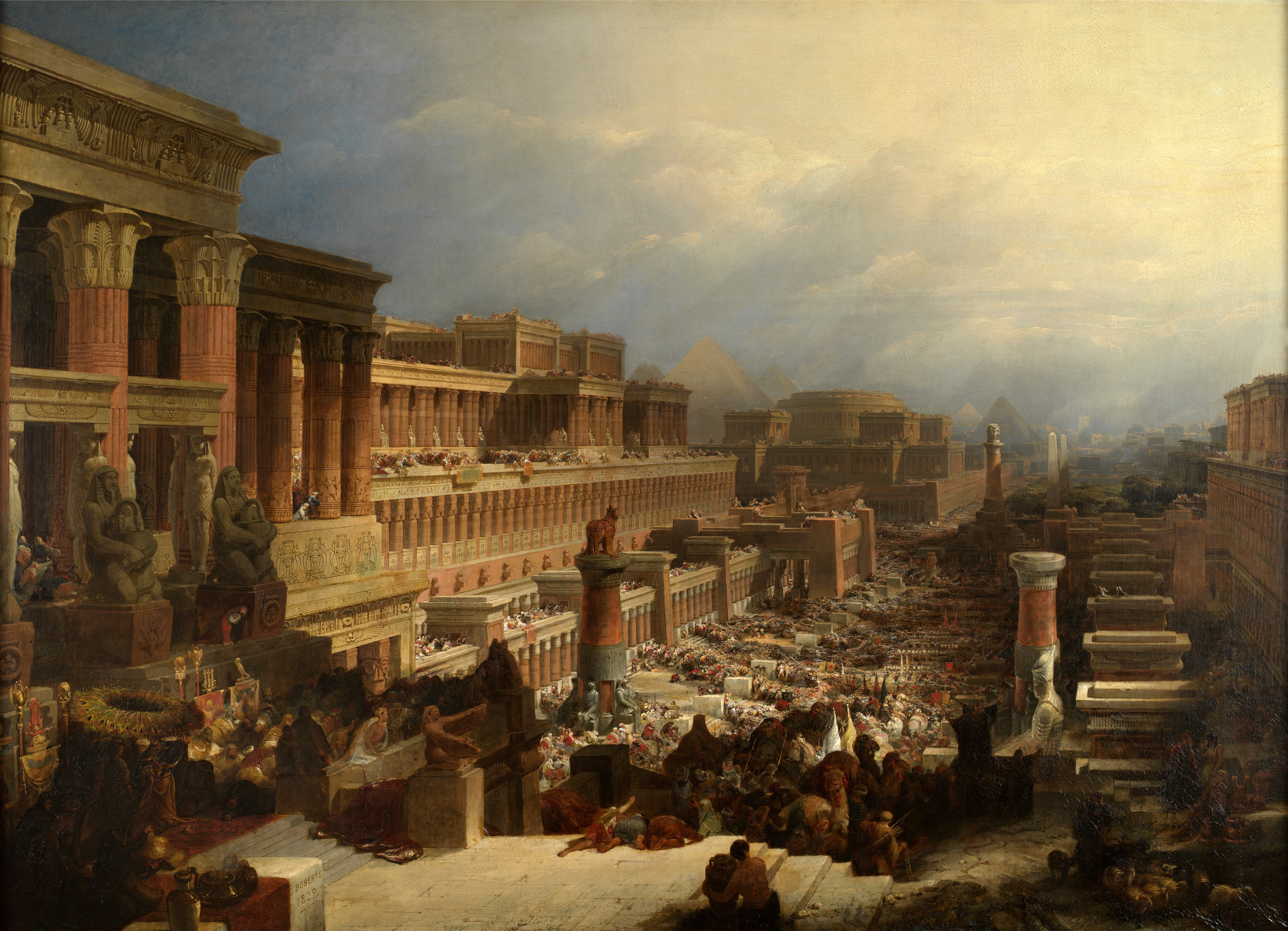
Евреи покидают Египет. Дэвид Робертс

Исхо́д (ивр. יְצִיאַת מִצְרַיִם‎ совр. произношение [je.t͡si.ˈʔat mit͡s.ˈʁa.jim] «выход из Египта») — библейское предание о порабощении евреев (израильтян) в Египте, их массовом выходе по воле Бога из Египта под предводительством Моисея, теофании у горы Синай (Хорив), заключении завета между Богом и избранным народом, а также о скитаниях евреев до начала завоевания Ханаана. Изложено в Пятикнижии (главным образом в Книге Исход, главы 1—15).
Среди учёных и исследователей Библии, как светских, так и религиозных, нет согласия о степени историчности событий исхода, возможной дате, обстоятельствах и интерпретации эпизодов предания.
Предание об исходе является фундаментом иудаизма. Исход упоминается иудеями в ежедневных молитвах и отмечается ежегодно в празднике Песах. В христианстве предание оказало влияние на теологию некоторых движений. Ранние протестанты обратились к преданию об исходе, убегая от преследований их католиками и др. в Европе. Аболиционисты и участники движения за гражданские права в США ссылались на исход как прообраз освобождения темнокожих из рабства и прекращения дискриминации по расовому признаку. Католические богословы, разрабатывавшие теологию освобождения, апеллировали к исходу, обличая политическое притеснение и призывая к правосудию в Южной и Центральной Америке.

## Изложение событий в Пятикнижии

### Предыстория
Согласно Библии, пастушеский род Иакова-Израиля, — прародителя евреев, вследствие голода покинул Ханаан и переселился в Египет, обосновавшись в земле Гесем, (Быт. 46:6) благодаря тому, что его сын Иосиф Прекрасный стал советником фараона и породнился с местной аристократией.

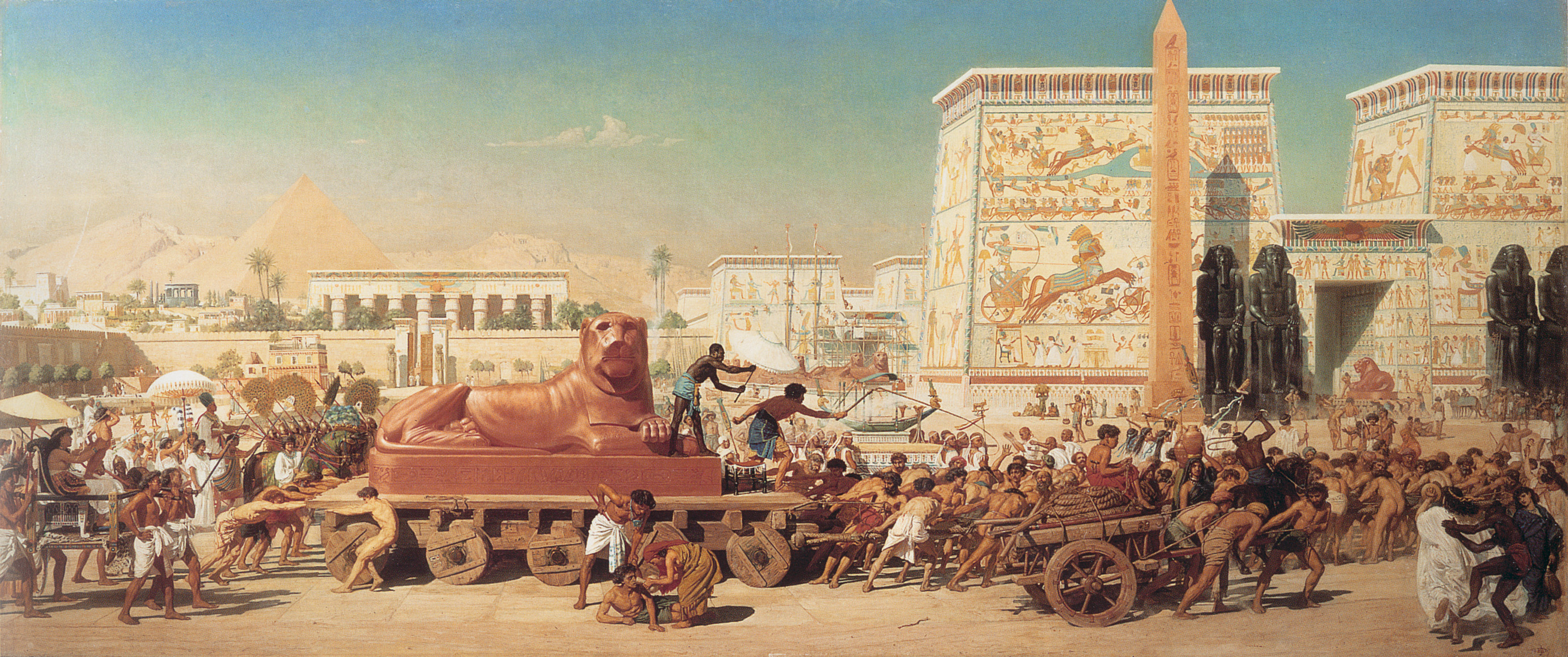
Израильтяне в Египте (Эдвард Пойнтер, 1867)

Согласно Библии, израильтяне пребывали в Египте 430 лет (Исх. 12:40).
С течением времени численность израильтян значительно возросла (Исх. 1:7), превысив численность египтян. Новый фараон, который не знал Иосифа, опасаясь военных столкновений с израильтянами, повелел изнурять израильтян тяжёлыми работами, чтобы сдержать рост их численности (Исх. 1:10-11).
Когда фараон увидел, что принятые им меры не в состоянии ослабить молодой народ, он приказал убивать родившихся мальчиков из племени израильтян (Исх. 1:15-22). В это время рождается будущий вождь и освободитель еврейского народа Моисей.
Мать Моисея Иохаведа (Йохевед), чтобы спасти его от убийства, положила трёхмесячного сына в просмолённую корзину и пустила по водам Нила под присмотром своей дочери. Младенца нашла дочь фараона и взяла в свой дом.
Когда Моисей вырос и оказался среди израильтян, он увидел египетского надсмотрщика, который жестоко наказывал израильтянина. Моисей убил египтянина и сбежал из Египта, опасаясь мести. Он обосновался в земле мадианитян, женился на дочери мадианского священника и пас скот своего тестя.

### Исход

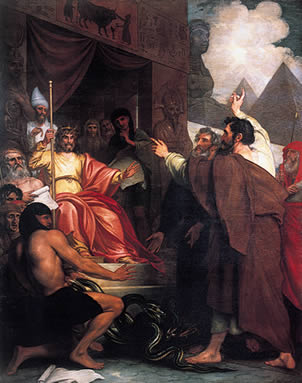
Моисей и Аарон перед фараоном. Б. Уэст

Однажды, когда Моисей пас овец у горы, ему явился Бог в горящем, но несгорающем кустарнике и повелел вернуться в Египет, чтобы вывести израильтян из рабства и переселиться в Ханаан, как было обещано праотцам.
В возрасте 80 лет (Исх. 7:7) Моисей возвращается в Египет и требует у фараона отпустить израильтян, но фараон отказывается. Тогда Бог насылает на Египет десять бедствий (Десять казней египетских). Только после десятой казни, в результате которой умерли все перворождённые дети египтян и перворождённый скот, фараон настаивает, чтобы израильтяне покинули Египет. Согласно Исходу, десять бедствий не затронули израильтян. В случае последней казни ангел смерти «миновал» дома евреев, которые были отмечены кровью жертвенного агнца.
Собрав у египтян ценные вещи (Исх. 11:2-3), израильтяне в числе 600 000 мужчин и членов их семей покинули Египет. Тем временем фараон изменил своё решение и с армией погнался за израильтянами, рассчитывая вновь их поработить. 

### Переход черезЧермное море
Армия фараона настигла евреев у Красного (Чермного) моря (ивр.: Ям Суф — «Море камышей»). По воле Бога воды моря расступились, и израильтяне прошли по дну, после чего воды сомкнулись, уничтожив армию египтян, которые попытались преследовать их. (Исх. 14:28).

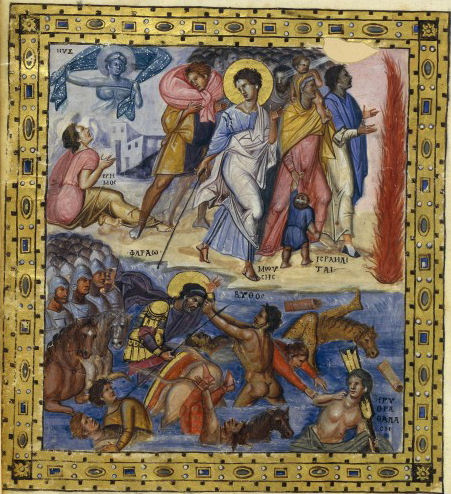
Переход через Чермное море, миниатюра из византийской псалтыри X века
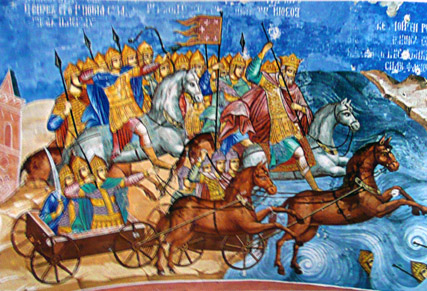
Таким видел переход изограф, расписавший ярославскую церковь Николы Надеина (1641)
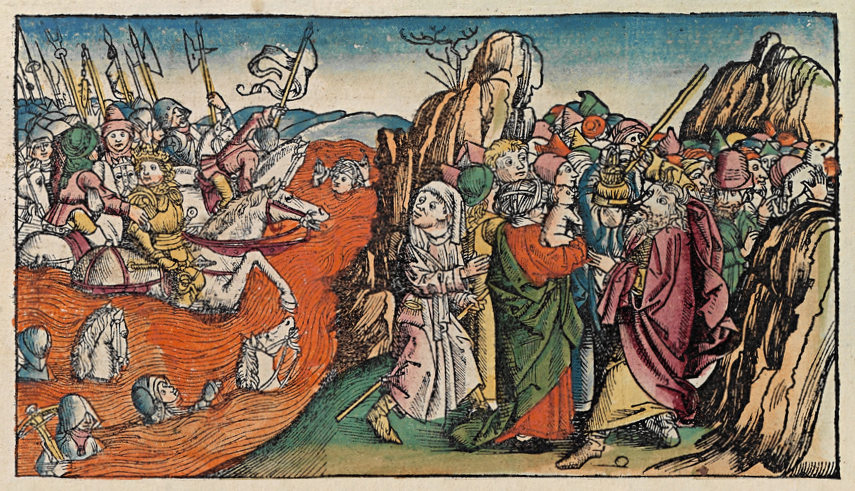
Гравюра в Нюрнбергской хронике
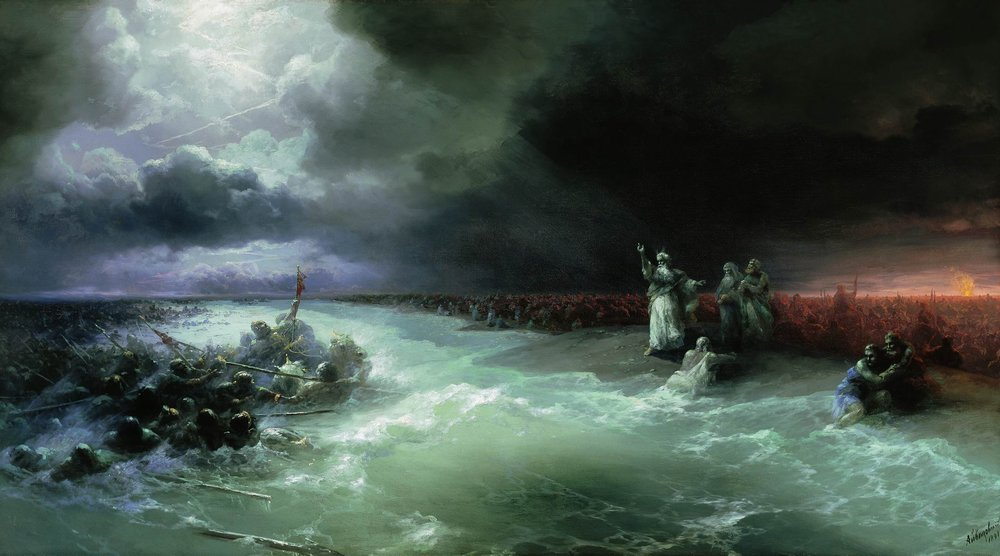
Переход евреев через Красное море. И.К. Айвазовский, 1891

### Странствия по пустыне

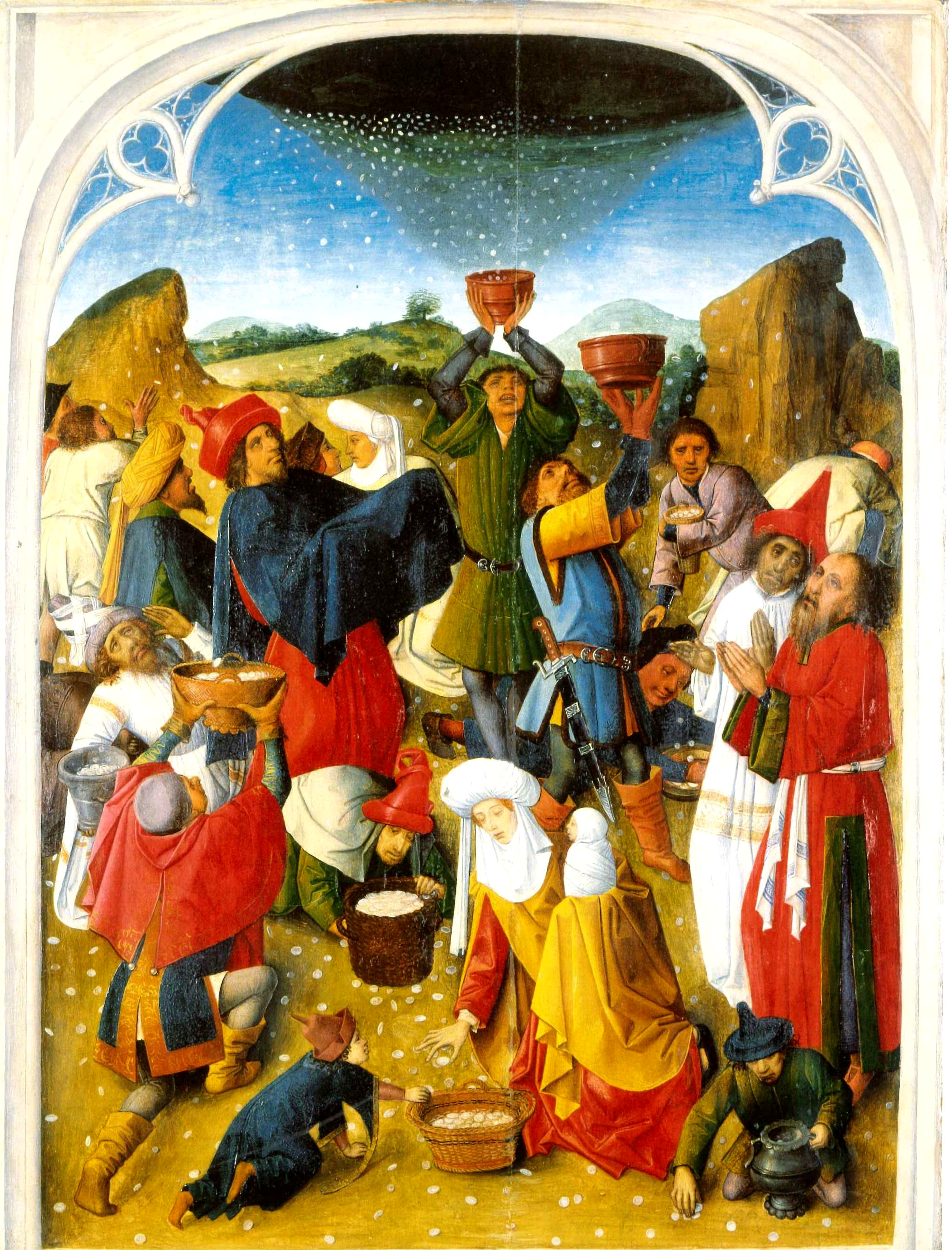
Манна небесная

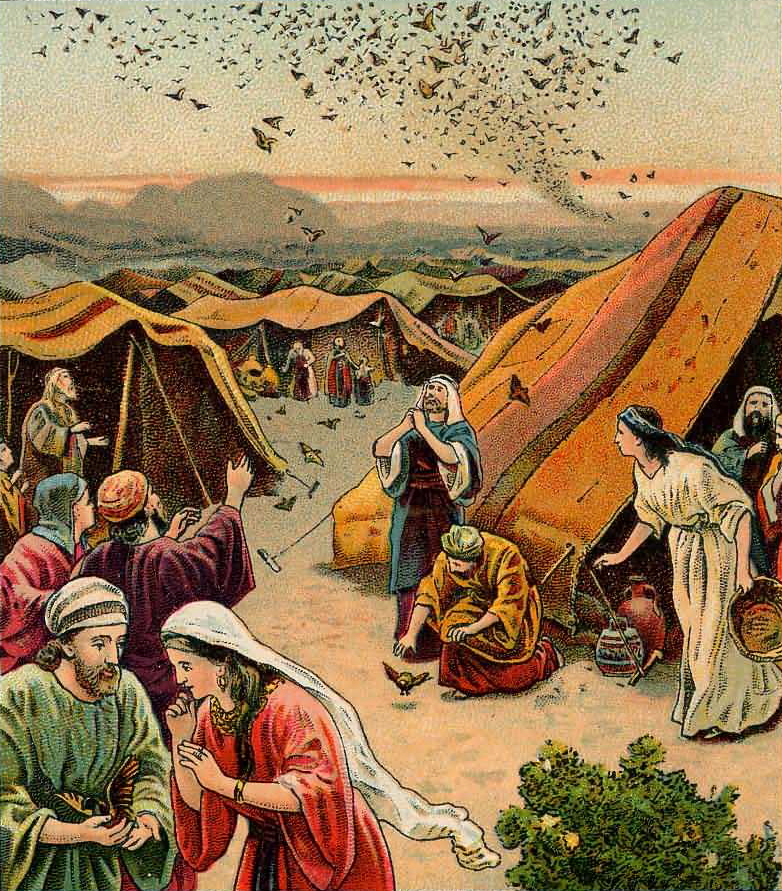
Бог послал израильтянам перепелов

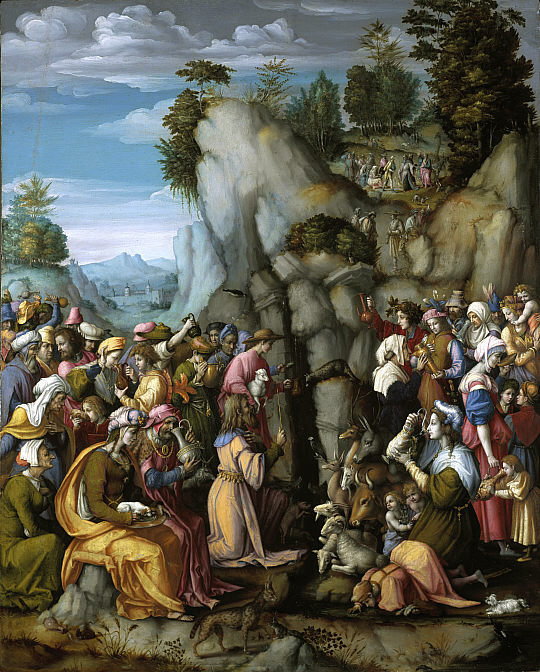
Моисей открывает родник в скале

Через три месяца перехода по пустыне израильтяне достигли горы Синай (Исх. 19:11). Здесь израильтяне стали свидетелями теофании, а Моисей на вершине горы получил от Бога десять заповедей. У горы также был заключён завет между Богом и израильтянами. Там же по воле Бога была сооружена Скиния (походный Храм), мужчины из колена Левия (левиты) были назначены священниками. Брат Моисея Аарон стал первосвященником.
В течение года израильтяне жили у горы Синай (Чис. 1:1). В этот период была произведена перепись, согласно которой среди израильтян насчитывалось 603 550 способных воевать мужчин (Чис. 1:46), кроме колена Левия (Чис. 1:49).
От Синая израильтяне направились в Ханаан через пустыню Фаран (Чис. 13:1). Достигнув границ Ханаана, они направили в обещанную землю двенадцать разведчиков. Десять из них, вернувшись, высказали сомнения в возможности завоевания Ханаана. Народ, усомнившись в обещании Бога обеспечить победу над хананеями, начал роптать. За это Бог обрёк евреев сорок лет скитаться в пустыне, чтобы за это время умерли все, кто на этот момент был старше 20 лет (Чис. 14:26-38).
Сорок лет спустя после исхода из Египта израильтяне обогнули с востока Моав и разбили в битве амореев. После этой победы они вышли к берегу Иордана у горы Нево (Чис. 26:63; Чис. 33:48). Здесь умер Моисей, назначив своим преемником Иисуса Навина.

## Историчность исхода
Дискуссии об историчности Исхода имеют длинную историю. С момента становления научной историографии и археологии предпринимались многочисленные попытки обнаружить свидетельства событий исхода, а также реконструировать путь израильтян от Египта до Ханаана.
Библеисты и учёные XIX века в целом были склонны рассматривать предание об исходе как главным образом точное изложение фактических событий. На сегодняшний день это воззрение разделяют буквалистски настроенные богословы. Оценки историчности, сделанные как светскими, так и религиозными библеистами и учёными более чем за столетие исследований, различаются значительно. Уильям Олбрайт и последователи его школы «Библейской археологии» утверждали, что основные события исхода соответствуют историческим событиям, хотя дошли до нас в поэтизированной народной памятью форме. Другие историки считают, что предание об исходе имеет в своей основе исторические события значительно меньшего масштаба, воспоминания о которых были превращены в эпос поколениями устной традиции. Ещё одна точка зрения связывает появление предания об исходе с мифологизацией в народной памяти взаимоотношений между Египтом и Ханааном в бронзовом веке. При этом предполагается, что основоположниками израильского племенного союза были ханаанеи, а не переселенцы из Египта.
Однако существует общее согласие, что историчность Исхода археологическими данными не подтверждается. Последователи «библейского ревизионизма» Нильс Лемх, Томас Томпсон, Филип Дэвис и Кит Уатлам считают, что предание об Исходе было составлено израильскими священниками в 5—4 веках до н. э. и, таким образом, является полностью вымышленным. Наконец, часть исследователей полагает, что попытки установления историчности событий исхода безосновательны, так как повествование об исходе имеет богословское и символическое значение, а не историческое.
Было отмечено, что археологические данные не подтверждают появление в Ханаане новой этнической группы, завоевание Ханаана этой группой и расселение израильтян, как описано в Книге Иисуса Навина. Существует мнение, что археологические данные не только не подтверждают библейскую традицию о чужеродности евреев в Ханаане, но прямо указывают на местное, автохтонное, коренное происхождение израильтян в Ханаане, то есть евреи и были коренными жителями Ханаана и имели ханаанское происхождение.

### Поиски исторического контекста
В течение столетий библейский текст тщательно анализировался с целью определить исторический контекст предания об исходе. Однако все попытки исторической реконструкции остаются неокончательными и часто несовместимы во множестве деталей.

#### Хронология Исхода
На сегодняшний день в предании об исходе не удалось обнаружить сведений, которые позволили бы отнести события исхода к какому-либо определённому периоду истории древнего Ближнего Востока. Предложенные оценки предполагаемой даты исхода находятся в диапазоне между примерно 2100 и 1050 годами до н. э. При этом большинство библеистов поддерживают поздние даты.

Первый известный памятник, сообщающий о полном уничтожении израильтян, Стела Мернептаха, в которой указанный фараон приписывает себе полное уничтожение семени израильтян. Датирован памятник 1213-1203 годами до н. э. В надписи "Израиль" - означает племя, народ. 
| A1 · B1 · Z2s |

.
Древняя дата
Наиболее древняя из предложенных дат относит исход к концу третьего тысячелетия до н. э., около 2100 года до н. э. Эта гипотеза основана на отождествлении горы Хар-Карком с библейской горой Синай. Эммануэль Анати и его коллеги установили, что Хар-Карком на протяжении столетий служила культовым центром. На плато горы был выстроен небольшой храм. Однако область Хар-Карком была покинута в конце третьего тысячелетия до н. э., и культовая практика прекратилась. Таким образом, Анати заключил, что исход должен был состояться до упадка Хар-Карком как религиозного центра.
Данная датировка по ряду причин не была принята другими археологами и историками. Она порождает археологический промежуток около 1000 лет между датой исхода и самыми ранними данными об Израиле. Кроме того, появление в Ханаане новой этнической группы в конце третьего тысячелетия до н. э. не выявлено археологами. Наконец, ни предание об исходе, ни последующая священная история Ветхого завета не содержат сведений об истории Ханаана между 2100 годом до н. э. и упадком бронзового века.
После гиксосов
Античный историк Иосиф Флавий, полагаясь на не дошедший до нас труд египетского историка Манефона, отождествил израильтян с гиксосами, а исход с изгнанием гиксосов из Египта. Гиксосы — название, данное египтянами азиатским поселенцам, которые в течение второго переходного периода египетской истории создали своё государство в дельте Нила. Гиксосы были изгнаны из Египта в результате военных кампаний фараонов XVII и XVIII династий.
В начале XX века английский египтолог Генри Холл возродил гипотезу в пересмотренной форме. Холл и его последователи полагали, что израильтяне могли прибыть в Египет в период существования гиксосcкого государства. Гиксосы не возражали против поселенцев из Азии, так как сами были азиатами. Этим объясняется, по версии Холла, доброжелательное отношение фараона к израильтянам и карьера Иосифа при его дворе. Угнетение израильтян объяснялось тем, что они остались в Египте после изгнания гиксосов (вопреки мнению Иосифа Флавия), и новые фараоны ненавидели азиатских переселенцев: «восстал в Египте новый царь, который не знал Иосифа» (Исх. 1:8).
Гиксоская гипотеза была оставлена историками. Предположение об исходе израильтян через некоторое время после изгнания гиксосов порождает временной промежуток около 300 лет и не соответствует контексту предания. После изгнания гиксосов и до упадка бронзового века Ханаан контролировался Египтом, однако, согласно Пятикнижию и Книге Иисуса Навина, Ханаан контролировался местными царями. Доброжелательное отношение гиксосов к переселенцам из Азии также поставлено под сомнение.
Текстологическая дата
Предпринимались попытки высчитать точную дату исхода, основываясь на тексте Библии. Третья книга царств сообщает, что строительство храма Соломона в Иерусалиме началось на четвёртом году его правления и спустя 480 лет после исхода из Египта (3Цар. 6:1). Таким образом, 1446 год до н. э. является годом исхода. Данной датировки придерживаются буквалистски настроенные богословы.
Указанная дата была подвергнута сомнению на заре исследований истории Палестины. Число 480 часто рассматривают как символическое. Уильям Олбрайт одним из первых подчёркивал, что число 40 часто используется в Пятикнижии и имеет символическое значение. Срок 480 лет, таким образом, может быть результатом умножения символического числа 40 на число израильских племён — 12. Кроме того, подсчёт хронологии на основе Книги судей даёт другой промежуток времени между исходом и строительством храма — более 550 лет.
Против текстологической даты говорят археологические данные, которые датирует появление Израиля в Ханаане более поздним временем. Также существенно, что в середине XV века до н. э., на которую падает текстологическая дата, Египет переживал период расцвета и контролировал Ханаан. Но эти обстоятельства не соответствуют контексту предания: период катастроф в Египте и отсутствие египетского контроля в Ханаане.
Конец бронзового века
Большое распространение получила датировка основоположника Библейской археологии Уильяма Олбрайта. Основываясь на археологии и истории Палестины и Египта, в особенности на появлении в Ханаане новых типов керамики и постройки домов, Олбрайт отнёс исход к второй половине XIII века до н. э, ориентировочно между 1250 и 1200 годами. Археологическое обоснование для датировки, данное Олбрайтом, устарело, однако многие исследователи рассматривают её как наиболее правдоподобную. Кроме того, египетский памятник конца XIII века до н. э. Стела Мернептаха указывает, что Израиль уже существовал в Ханаане около 1210 года до н. э.
Гипотеза Олбрайта многократно ставилась под сомнение. Было отмечено, что археологические данные не подтверждают появление в Ханаане новой этнической группы, завоевание Ханаана этой группой и расселение израильтян, как описано в Книге Иисуса Навина.
Поздние даты
Наиболее поздняя датировка относит события исхода к периоду упадка бронзового века и началу железного, между 1250 и 1050 годами до н. э. Сторонники этой гипотезы указывают на то, что к этому времени Египет пришёл в состояние упадка и постепенно утратил контроль над Ханааном. Слабость египетской администрации и границ облегчили бы возможность бегства рабам из Азии. С другой стороны, Ханаан погружался в хаос, что облегчило бы возможность переселения на его территорию беженцев из Египта.
Однако, как следует из стелы Мернептаха, Израиль уже существовал в Ханаане в этот период. Поэтому сторонники поздней датировки предполагают, что гипотетические беженцы из Египта присоединились к формирующемуся племенному союзу.

#### Фараон исхода
Поскольку датировки исхода значительно разнятся, выдвигались различные предположения о том, во время правления какого фараона произошёл исход.
Библия не называет упоминаемого фараона по имени, несмотря на то, что она часто уделяет именам много внимания. Так, книга Исход называет имена двух повитух, которых фараон призвал к себе, но не имя фараона (Исх. 1:15). Одна из интерпретаций этого обстоятельства видит причину в том, что ко времени записи сказания имя фараона (исторического или мифического) было забыто. Другая интерпретация считает безымянность египетского правителя намеренным умолчанием с целью уничижения фараона-угнетателя. Однако фараон, возвеличивший Иосифа и позволивший израильтянам поселиться в Египте, также не назван по имени.
Согласно Книге исход, после бегства Моисея из Египта фараон умер («спустя долгое время, умер царь Египетский» (Исх. 2:23)). Таким образом, не менее двух фараонов фигурируют в предании об исходе.
Различные библеисты пробовали идентифицировать фараона Книги Исход со следующими фараонами:
- Яхмос I (1550—1525 до н. э.)
- Тутмос III (1479—1425 до н. э.)
- Рамсес II (1279—1213 до н. э.)
- Мернептах (1212—1202 до н. э.)
- Сетнахт (1189—1186 до н. э.)

На Яхмоса I указывали сторонники «гиксосской» гипотезы, поскольку он успешно воевал с гиксосами и захватил столицу гиксосов — Аварис. На время правления Тутмоса III приходится текстологическая дата. В Рамсесе II, ведшем обширные строительные работы с привлечением большого числа людей, видели фараона-угнетателя. При Мернептахе, сыне Рамсеса II, Египет начал слабеть, поэтому правление Мернептаха считали более вероятным временем для исхода. Отсутствие мумии этого фараона также служило поводом для дискуссий. Однако позднее мумия была обнаружена.

#### Связь с атонизмом
Зигмунд Фрейд в работе «Моисей и монотеизм» (1939) высказал мнение, что культ Атона (атонизм) при фараоне XVIII династии Эхнатоне наложил серьёзный отпечаток на формирование и развитие иудейского монотеизма и предшествовал его появлению, поскольку ветхозаветный пророк Моисей, проживавший на территории Древнего Египта предположительно в тот период, мог воспринять многие идеи местного религиозного культа (Адонай). Основываясь на сведениях Манефона, Фрейд высказывает догадку, что после провала атонизма в Египте один из учеников Эхнатона (Осарсиф) предпринял попытку объединить под её эгидой другой народ, совершив вместе с ним побег из Египта. Это относит дату Исхода сразу за датой кончины Эхнатона, то есть после 1358 года до н. э. Идеи о связи Амарнской реформы с иудаизмом высказывает в настоящее время египтолог Ян Ассман
Историки обращают внимание на сходство Гимна Атону из гробниц Амарны на 104-й (103-й в православной традиции) псалом.

#### Анахронизмы
Были предприняты попытки, основываясь на анализе текста, определить время появления предания об исходе в письменной форме. С учётом предложенных дат исхода историки и библеисты указывают на ряд анахронизмов, которые позволяют отнести запись предания к VIII—VI векам до н. э., время существования двух израильских государств.
Библия упоминает верблюдов среди скота фараона (Исх. 9:3), а также в рассказе о продаже в рабство Иосифа его братьями (Быт. 37:25). Однако одомашнивание верблюдов произошло в железном веке, приблизительно между XI и X веками до н. э. и использовались широко в этом качестве на Ближнем Востоке только после 1000 года до н. э. Первыми одомашнили верблюдов арамеи.
В истории об Иосифе упоминается верблюжий караван, везущий «стираксу, бальзам и ладан», которые были основными продуктами аравийской торговли, процветавшей в 8-7 вв. до н. э.
Согласно Библии, царь Эдома отказался пропустить израильтян через свою землю (Чис. 20:14). По археологическим данным, территория Эдома в бронзовом веке была скудно населена кочевыми племенами, а эдомское государство впервые появилось в VII веке до н. э.
Пятикнижие упоминает, что израильтяне победили пять царей мадианитян и разграбили их города (Чис. 31:1-12). Аналогично Эдому, урбанизация земли Мадиам не известна до VII века до н. э.
Предание об исходе гласит, что израильтяне столкнулись с ханаанеями на севере пустыни Негев. Однако упоминаемые селения, такие как Арад (Чис. 21:1-3), не были заселены с ранней бронзы до VIII века до н. э.
В библейской Книге Иисуса Навина говорится о городах, которые были захвачены и уничтожены евреями.
Время предполагаемого завоевания Ханаана израильтянами во главе с Иисусом Навином — конец бронзового века (XIII в. до н. э. по наиболее распространённой оценке) проблематично сопоставить со временем разрушения городов Ханаана, поскольку последнее археологически датируются в широком промежутке от XV до середины XII вв. до н. э.). Археологические исследования также показывают, что в конце бронзового века на месте многих из упоминаемых в Библии городов ещё не было поселений, либо же к этому времени они уже давно лежали в руинах.
Город Ай, согласно библейскому повествованию, был захвачен вторым. Но раскопки на месте города, предположительно идентифицируемого с Аем, показали, что он был полностью разрушен около 2250 года до нашей эры, и лежал в руинах около тысячи лет, вплоть до возникновения на этом месте еврейской деревни около 1200 года до нашей эры.
Место, отождествляемое с оазисом Кадеш Барнеа, в котором евреи, согласно Торе, жили до завоевания Ханаана, было заселено только в X веке до нашей эры.
Библия не упоминает о присутствии египтян в Ханаане в конце бронзового века.
Гесем — территория, где в восточной дельте поселились израильтяне (Бытие 45:10) — не египетское название, а семитское. Начиная с седьмого века до н. э. арабы-кедариты расширили границы оседлых земель Леванта, а в шестом веке они достигли дельты. Позже, в пятом веке, они стали доминирующим фактором в дельте. По словам Редфорда, название Гесем происходит от Гешем — династического имени царской семьи кедаритов.
Также опасение египтян вторжения с востока, до нападения Ассирии в седьмом веке, Египет никогда бы не подвергся вторжению с этой стороны. И в рассказе об Исходе фараон опасается, что уходящие израильтяне будут сотрудничать с врагом. Эти драматические штрихи будут иметь смысл только после великого века египетского могущества времён династии Рамсеса, на фоне вторжения в значительно ослабленный Египет ассирийцев, вавилонян, персов в седьмом и шестом веках до н. э.
Согласно египтологу Дональду Редфорду, топонимические детали в книге Исход отражают исторический контекст Египта не ранее VII века до н. э. Редфорд утверждал, что кто бы ни был автором книги Исход, он не имел доступа к египетским источникам старше VII века до н. э.

#### Топонимика исхода
По Библии, в Египте израильтяне жили в земле «Гесем» (Исх. 8:22). Египтяне принудили потомков Иакова построить города для запасов, Пифом и Раамсес (Исх. 1:11).
Земля Гесем идентифицирована как двадцатый ном Египта, в восточной дельте Нила. Библейский Раамсес соответствует Пер-Рамсесу — новой столице Египта возле Авариса — бывшей столицы гиксосов. В период Нового царства город имел незначительное население. Но в XIII столетии до н. э. Рамсес II построил здесь резиденцию (не город для запасов), которая сохранила свой статус до последних фараонов XX династии. Никакие артефакты, связанные с израильтянами не были найдены. Однако возможность обнаружить следы поселения рабов минимальна.
Для Пифома предложено два участка: Тель-ель-Масхута и Тель-эль-Ретаба. Оба поселения расположены недалеко друг от друга. Участок Тель-ель-Масхута не населялся с XVII по VII века до н. э. Тель-эль-Ретаба в период Нового царства был заброшен и был заново населён в XII столетии до н. э.
Высказывалось предположение, что названия Пифом и Раамсес были добавлены в текст Библии позднейшими редакторами. В Септуагинте — древнейшем переводе Ветхого завета на древнегреческий язык — к ним также добавлен Гелиополь.
В предании об исходе говорится, что израильтяне спаслись от преследовавшей их египетской армии, пройдя по дну расступившегося моря («воды же были им стеною по правую и по левую сторону»), в то время как армия фараона утонула («вода возвратилась и покрыла колесницы и всадников всего войска фараонова… не осталось ни одного из них») (Исх. 14:1-31). Традиционно упомянутый водоём ассоциировали с Красным морем — наибольшей водной преградой на пути из дельты Нила к Синайскому полуострову. Эта ассоциация основана на Септуагинте. В еврейском тексте этот водоём называют либо «морем камышей» (ям суф), либо просто «морем» (ям). Красное море, по западному побережью которого не растёт камыш, таким образом, вряд ли соответствует древнееврейскому названию. Кроме того, еврейское слово «ям», обычно переводимое как море, используется в Библии также применительно к другим более мелким водоёмам, например, озёрам.
Для идентификации «моря камышей» предложено множество водоёмов, современных и исчезнувших. Однако все варианты остаются гипотетическими, поскольку библейский текст не содержит географических сведений, которые позволили бы идентификацию.
В синодальном переводе Библии используется название «Чермное море».
Гора, у которой был заключён завет между Богом и избранным народом, широко известна как гора Синай. Но в Библии она имеет также другие названия: «Хорив» и «гора Бога». Определение расположения «горы Бога» столкнулось с существенными трудностями.
Отождествление горы Моисея (араб. Джабал-Муса), расположенной на юге Синайского полуострова, с горой Синай принадлежит христианским монахам IV века. Однако существуют отрывочные свидетельства, что Джабал-Муса, возможно, была почитаема в начале нашей эры. Христианские монахи также считали горой Синай гору Сербаль, которая находится в 25 километрах к востоку от Джабал-Муса, но эта традиция угасла.
В современную эпоху высказывались предположения, что Джабал-Муса занимает слишком южное положение, которое не согласуется с предполагаемым маршрутом исхода. В связи с этим с горой Синай пытались отождествить три другие вершины Синайского полуострова, расположенные севернее: Sin Bishar, Helal, Hashem el-Tarif.
Согласно книге Исход, Моисей получил от Бога повеление освободить израильтян, находясь в земле мадианитян (в этом фрагменте гора названа Хорив). Это предполагает, что гора Синай (Хорив) находилась не на Синайском, а на Аравийском полуострове. В качестве возможной горы Синай в этом регионе предложена Jebel al-Madhbah, то есть «гора алтаря».
Те, кто видят в Синае вулкан, отождествляют её с другими горами на Аравийском полуострове, включая Джабаль аль-Нур и Алаль Бадр.
По другой версии, Синай и Хорив не разные названия одной горы, а различные горы, которые фигурировали изначально в независимых преданиях, позднее объединённых в Библии.

#### Два различных маршрута в Ханаан

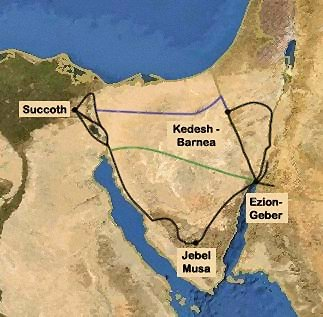
Вероятный путь Исхода. Чёрным цветом показана традиционная версия пути; синим и зелёным другие версии

Относительно пути из Кадес-Варни к плато Моав в Библии имеются две различные версии.
1. Согласно одной (Чис. 33), израильтяне, прибыв в Кадес-Варни через Ецион-Гавер, повернули на восток к Пунону в Едоме (Чис. 33:42); пройдя затем через плато Моав, они достигли «степей Моавитских у Иордана, против Иерихона» (Чис. 33:43-48).
2. Согласно другой версии, израильтяне, пройдя от Кадес-Варни к Едому, просили у местного царя разрешения пересечь его земли (Чис. 20:14-17); получив отказ, они миновали Эдом и Моав (Чис. 21:4; Суд. 11:18) и достигли восточной границы Моава (по-видимому, пройдя через Ецион-Гавер). Там они нанесли поражение царю аморреев Сихону и царю Башана Огу (Чис. 21:21-35) и только после этого «остановились в степях Моава, при Иордане, против Иерихона» (Чис. 22:1).

## Объяснения чудес природными явлениями
С XIX века предпринимаются попытки объяснить явлениями природы эпизоды предания об исходе, описанные как чудеса. Было высказано множество догадок, периодически взаимоисключающих или противоречащих друг другу. Никаких исторических сведений, подтверждающих, что любое предложенное явление стало прообразом для предания не существует, и, таким образом, все версии остаются спекулятивными.
Упоминание горящего, но не сгорающего тернового куста, пытались объяснить возгоранием эфирных масел, которые выделяет Ясенец белый.
Высказано предположение, что Моисей мог находиться под воздействием психоактивных веществ, которые выделяют местные растения.
Манну объясняли сладким, липким веществом, появляющемся на кустарниках тамариска. Это вещество — секреты насекомых, появление которых имеет сезонную зависимость.
Появление перепелов связывали с мигрирующими из Европы птицами, которые пролетают через Синайский полуостров.

### Вулканические явления

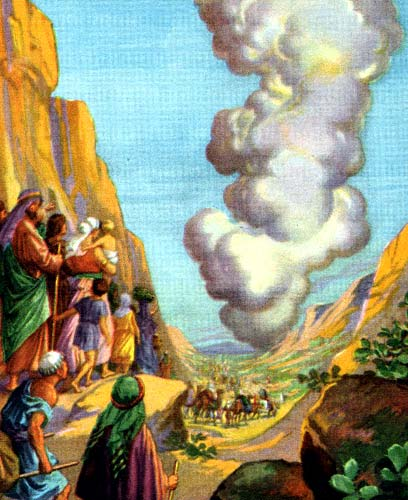
Господь же шёл пред ними днём в столпе облачном, показывая им путь

Существование облачного столпа, который указывал израильтянам дорогу, пытались объяснить облаком вулканического пепла от сильного извержения.
 Господь же шёл пред ними днём в столпе облачном, показывая им путь, а ночью в столпе огненном, светя им, дабы идти им и днем и ночью. Не отлучался столп облачный днем и столп огненный ночью от лица народа. (Исх. 13:21, 22)
Который шел перед вами путем — искать вам места, где остановиться вам, ночью в огне, чтобы указывать вам дорогу, по которой идти, а днем в облаке. (Втор. 1:33) 
Также в описании теофании видели память о вулканическом извержении.
Гора же Синай вся дымилась от того, что Господь сошёл на неё в огне; и восходил от неё дым, как дым из печи, и вся гора сильно колебалась, и звук трубный становился сильнее и сильнее. (Исх. 19:18)
И взошёл Моисей на гору, и покрыло облако гору, и слава Господня осенила гору Синай; и покрывало её облако шесть дней. Вид же славы Господней на вершине горы был … как огонь поядающий. (Исх. 24:15, 16) 
Однако Египет и Синай не являются вулканическими зонами.

#### ВулканСанторин
Были высказаны предположения о том, что в предании об исходе нашли отражения воспоминания об извержении Санторин. Это извержение уничтожило минойскую цивилизацию Крита и вызвало гигантское цунами высотой до 100 м. По мощности извержение имело 7 баллов, что сопоставимо с извержением Тамбора и в 3 раза сильнее извержения Кракатау. Облако пепла простиралось на юго-восток в сторону Египта на 200—1000 км, и предположительно могло «затмить Солнце». С присутствием облака вулканического пепла связывают одну из десяти казней — наступление тьмы.
Объяснение эпизодов предания об исходе извержением Санторин были высказаны, когда извержение датировалось серединой XV века до н. э., что хорошо согласовалось с текстологической датой. Однако позднее датировка была пересмотрена. По современной хронометрии извержение Санторин произошло ок. 1675 года до н. э.

#### ВулканАлаль Бадр
Другой вулкан рассматриваемый учёными — Алаль Бадр, на территории современной Саудовской Аравии — ближайшей к Египту вулканической зоне. Этот вулкан связывают с горой Синай по ряду причин. Наиболее мощный — его извержение могло быть видно издалека. На Аравийском полуострове жил народ, исповедовавший веру в Йеве (Яхве).
- «Неопалимая купина» по экспериментам учёных[32] может являться кустом акации аравийской, растущей на склонах вулканических кратеров. Эксперимент показал, что в пламени газовой горелки при температуре выше 1000 градусов горение ветвей куста невидимо. Куст медленно обугливается, «горит, но не сгорает», как описано в Библии. Куст мог расти возле невидимого источника горючих вулканических газов, и неожиданно вспыхнуть, произведя впечатление на пророка Моисея.
- В Библии (Втор. 1:2) говорится о 11 днях пути от Кадес-Варни[англ.] (место на востоке Синайского п-ова) до Хорива (горы Синай), что примерно равно 660 км — расстоянию до Алаль Бадр.

### Теоретический и экспериментальный анализ расхождения вод
Сотрудники Национального центра атмосферных исследований США и Колорадского университета в Боулдере Карл Дрюс и Вейкинг Хан подтвердили на компьютерном моделировании, что ураганный ветер мог временно разделить на две части озеро Манзала, где предположительно могли происходить события Исхода. Учёные проверяли древние версии о локализации события на озёрах дельты Нила, учитывая, что буквальный перевод гидронима «Чермном море» (Исх. 15:4) — «море камышей», а также принимая во внимание тот факт, что на Красном море камыш не произрастает.
Анализ археологических данных, снимков, сделанных спутником, и географических карт позволил Дрюсу и его коллегам с большой точностью вычислить, какой была глубина этого водоёма 3000 лет назад. Восточный ветер, в течение 12 часов (Исх. 14:21) дующий со скоростью 100 км/ч, вероятно, мог отогнать одну часть озера к западному берегу, отодвинув другую часть вод на юг, к Нилу. Такое разделение вод позволило бы перейти озеро по широкому «проходу» (3—4 км в длину и 5 км в ширину) с илистыми берегами, образовавшимися на его дне. «Проход» мог продержаться около 4 часов, затем воды сомкнулись снова.
Другая группа учёных, при участии океанографа Дорон Нофа (англ. Doron Nof) в лаборатории смоделировала и показала в эксперименте на местности, что «расхождение вод» могло случиться из-за ураганного ветра (в эксперименте — 160 км/ч) на месте современного пляжа на севере Красного моря, где в эпоху Моисея уровень воды был на 180 метров выше.
Однако передвижение каравана и армии с колесницами при скорости ветра 100—160 км/ч (ураган 1-й категории) сомнительно.

### Десять казней египетских
Объяснения природного характера также предлагались для десяти казней египетских. Шесть бедствий хорошо известны на Ближнем Востоке: нашествие лягушек, нашествие кровососущих насекомых, нашествие мух, мор скота, язвенные болезни кожи, нашествие саранчи. Другие казни не имеют явных природных аналогов.
Превращение воды в кровь объясняли покраснением вод Нила из-за красноватых частиц почвы, которые приносит река в летние месяцы. Альтернативно — размножением простейших организмов. Однако Библия говорит именно о превращении воды в кровь, а не о покраснении. Кроме того, говорится, что вся вода, включая запасённую, а не только вода Нила, стала кровью. Также событие описано как катастрофическое, а не регулярное.
Наступление тьмы в Египте объясняли пылевыми бурями, которые закрывали Солнце. Альтернативно — облаками вулканического пепла (см. выше).
Известны также попытки объединить некоторые бедствия в связанную последовательность. По такой версии, заражение вод Нила приводит к нашествию лягушек и масштабному размножению насекомых, которые вызывают болезни кожи и мор скота. Затем возникают песчаные бури, которые создают тьму.

## Фильмография
Научно-популярные фильмы
- Загадки Библии. Разгаданный исход (Riddles of the Bible. Exodus revealed; 2007, National geographic).
- Разгаданные тайны Библии. Исход. (Biblical Mysteries Explained. Exodus; 2009, Discovery). Фильм иллюстрирует мнение следующих экспертов: Dr. Robert Cargill из Айовского университета, Dr. Peter Williams из Кембриджского университета, Колин Хамфрис[англ.], директор Департамента здравоохранения Нью-Йорка[англ.] эпидемолог Джон Марр[англ.], океанограф Дорон Ноф[англ.] профессор Университета штата Флорида.
- Секреты Библии: Настоящий Исход? (Secrets of the Bible: The Real Exodus?, 2015, ZDF) — рассказывает физик Колин Хамфрис[англ.] и др.
- Секреты Библии: Десять казней египетских (Secrets of the Bible: The Ten Plagues, 2015, ZDF) — рассказывает эпидемолог Джон Марр[англ.] и др.
- По следам Моисея (The Exodus Decoded) — на канале «Моя Планета». Джеймс Кэмерон, Симха Якобовичи[англ.]

Художественные фильмы
- Десять заповедей (The Ten Commandments; 1956)
- Пророк Моисей: Вождь-освободитель (Moses; 1995)
- Исход: Цари и боги (Exodus: Gods and Kings; 2014)

Мультипликационные фильмы
- Принц Египта (The Prince of Egypt; 1998)